# Brăduț
Brăduț is een Roemeense gemeente in het district Covasna.

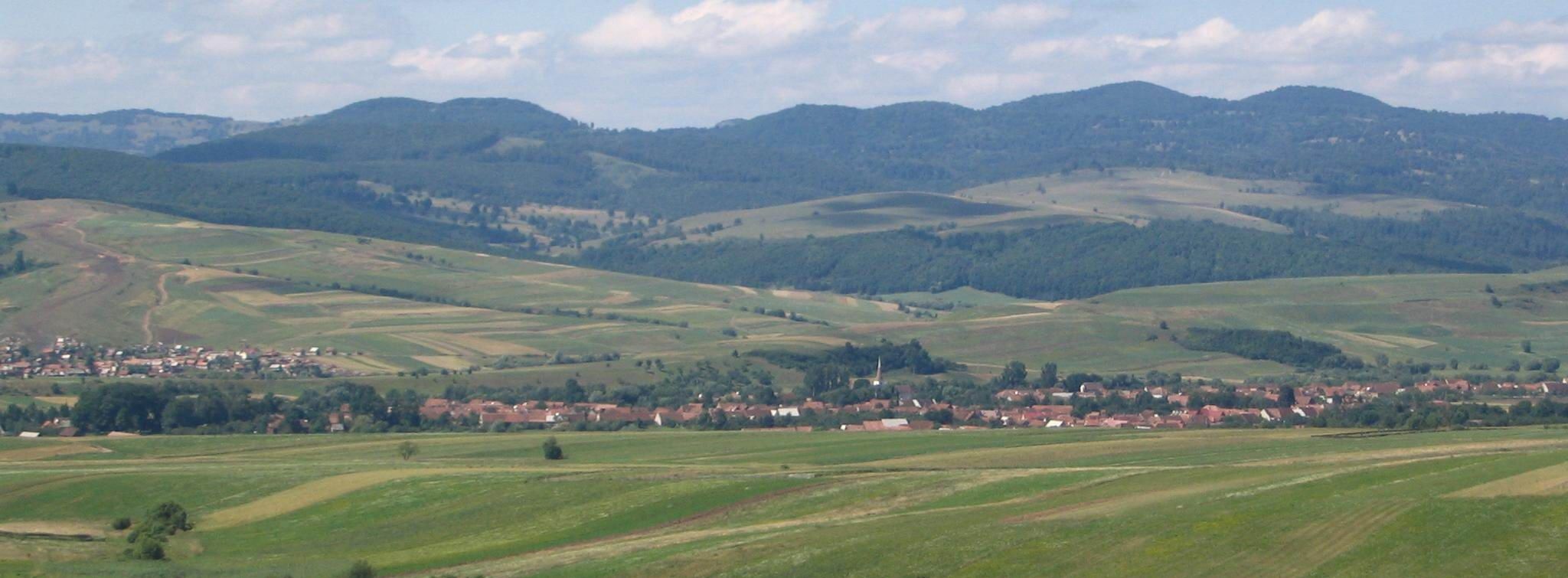
Brăduț

Brăduț telt 4801 inwoners.